# Puzzel (computerspelgenre)

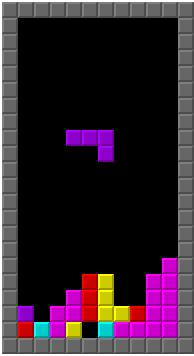
Tetris

Het puzzelgenre is een videospelgenre dat de nadruk legt op het oplossen van puzzels. De soorten puzzels die opgelost kunnen worden, testen probleemoplosvaardigheden zoals logica, strategie, het herkennen van patronen en het compleet maken van woorden. Om het nog moeilijker te maken wordt er in sommige spellen tijdsdruk toegepast, of andere actie-elementen.
In sommige puzzelspellen krijgt de speler blokken of stukken die ze op een juiste manier moeten reorganiseren, zoals in Tetris en Brix. Tetris, gemaakt in 1985, wordt gezien als een van de belangrijkste puzzelspellen in de gamegeschiedenis en heeft vele vervolgen, varianten en klonen gekregen vanwege het "vallende blok"-concept. Er zijn ook hedendaagse spellen waarbij het voornamelijk over puzzels oplossen gaat. Een zeer bekend voorbeeld hiervan is Portal. Andere spellen tonen van tevoren bepaalde spelborden en/of stukken en dagen de speler uit om de puzzel op te lossen door het doel te bereiken (Bomberman, The Incredible Machine). Puzzelspellen zijn vaak makkelijk te maken en zijn op de meeste consoles te vinden.
In action-adventurespellen zitten vaak puzzelelementen. Voorbeelden hiervan zijn Resident Evil en de The Legend of Zelda-serie. Mijnenveger is noemenswaardig, vanwege de bekendheid (het spel wordt onder andere gebundeld met het Microsoft Windows-besturingssysteem, veel uitgaven van Linux, en bij sommige oudere varianten van Palm OS).

## Verborgen Objecten-spel
Een Verborgen Objecten-spel, (Engels: Hidden Object Game, of kortweg HOG), is een type van puzzelspel dat sinds de tweede helft van de jaren 2000 een opmars kende. Dergelijke puzzels zijn vooral terug te vinden in de casual games. In een HOG krijgt de speler meestal een overvolle, kleurrijke en zeer gedetailleerde tekening te zien. Onderaan de tekening staan enkele objecten die de speler in de tekening dient te vinden. Enkele specifieke HOG-spellen zijn de Dark Parables-franchise en Drawn-reeks.